# Neobisium strausaki
Neobisium strausaki är en spindeldjursart som beskrevs av Max Vachon 1976. Neobisium strausaki ingår i släktet Neobisium och familjen helplåtklokrypare. Inga underarter finns listade i Catalogue of Life.